# Clima de Australia

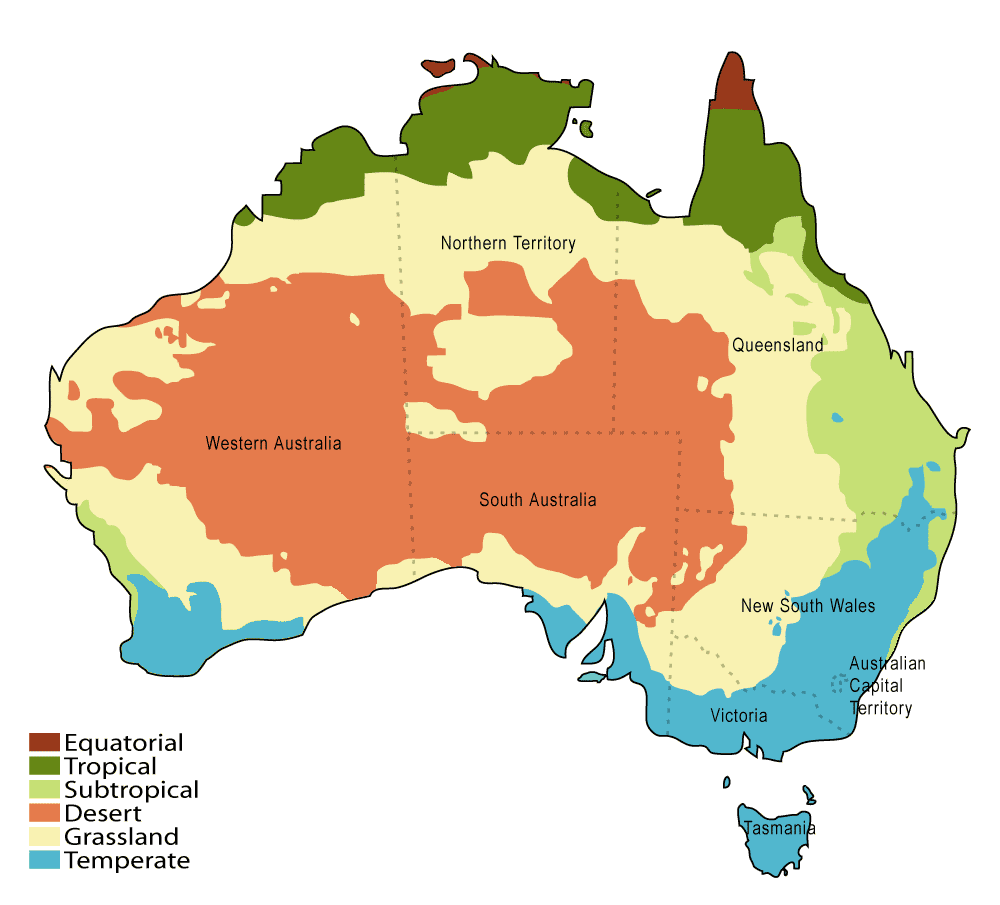
Carta del clima de Australia, basado en la clasificación Köppen.
Ecuatorial
Tropical
Subtropical
Desierto
Pastizales
Templado

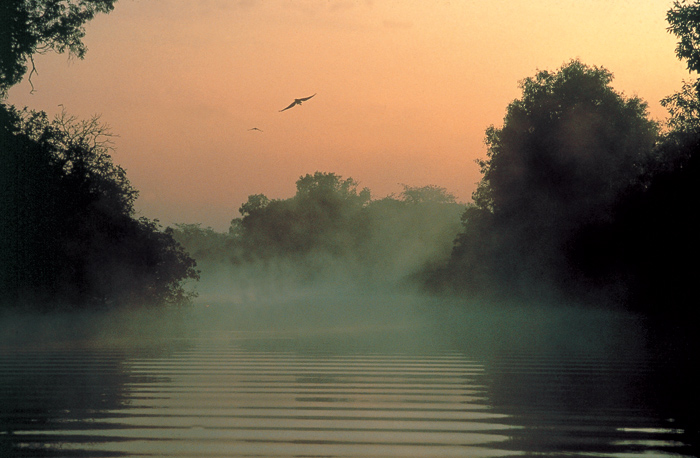
Un billabong en el "parque nacional Kakadu. El clima monzónico del norte de Australia es cálido, húmedo, en verano.

El clima de Australia varía ampliamente, aunque la mayor parte de Australia es desértico o semiárido – 40% del territorio está cubierto por médanos. Solo las esquinas sudestes y sudoestes tienen un clima templado y de suelos moderadamente fértiles. La parte norte del país tiene un clima tropical: parte es bosque lluvioso tropical, parte pastizales, y parte desiertos.
La lluvia es altamente variable, con frecuentes sequías, causadas, entre otros factores, en parte por la oscilación del sur El Niño. Ocasionalmente, tormentas de polvo cubren una región o, a veces, varios estados y hay reportes de ocasionalmente grandes tornados. Ascensos de los niveles de salinidad y de desertificación en algunas áreas están degradando el paisaje de Australia Occidental. 
La lluvia produce la humedad del suelo necesaria para los cultivos de secano. La otra parte del continente es un desierto cálido y árido. Un estudio de 2005 de investigadores de Australia y de EE. UU. investigó la desertificación del interior, sugiriendo que una explicación está relacionada con los colonos que arribaron hace cerca de 50.000 años atrás. La quema regular de la vegetación por parte de esos colonos pudo haber impedido que los monzones alcanzasen el interior de Australia.

## Elementos del clima de Australia

### Temperatura del aire
Las temperaturas más calientes australianas pueden alcanzar los 50 °C, mientras las mínimas pueden bajar de cero. El continente no tiene grandes variaciones en altitud y está rodeado mayormente por océanos templados. Así resulta que son extremadamente infrecuentes las bajas temperaturas. 
La temperatura superficial promedio del aire ha subido 0,7 °C en el último siglo.

### Presión atmosférica
En Australia la unidad de medición atmosférica, como indica el SI (obligatorio para publicaciones científicas en todo el planeta), es el hectopascal. 
Debido a sus posiciones geográficas medias de latitud el clima está generalmente dominado por sistemas de alta presión. Ello correlaciona con frecuentes incrementos en los niveles registrados en el Índice de oscilación sur de El Niño en Australia. Los sistemas de alta presión se asocian generalmente con condiciones atmosféricas.

### Humedad atmosférica
La humedad atmosférica es la cantidad de vapor de agua existente en el aire. Depende de la temperatura, de forma que resulta mucho más elevada en las masas de aire caliente que en las de aire frío. Se mide mediante un aparato denominado higrómetro, y se expresa mediante los conceptos de humedad absoluta, específica, o relativa.
La humedad absoluta es la masa total de agua existente en el aire por unidad de volumen, y se expresa en gramos por metro cúbico de aire. La humedad atmosférica terrestre presenta grandes fluctuaciones temporales y espaciales.
La humedad específica mide la masa de agua que se encuentra en estado gaseoso en un kilogramo de aire húmedo, y se expresa en gramos por kilogramo de aire.
La humedad relativa del aire es la relación porcentual entre la cantidad de vapor de agua real que existe en la atmósfera y la máxima que podría contener a idéntica temperatura.
La fuente principal de la humedad del aire es la superficie de los océanos, de donde se evapora el agua de forma constante. Pero también contribuyen a su formación los lagos, glaciares, ríos, superficies nevadas, la evapotranspiración del suelo, las plantas y los animales.
La humedad absoluta y la específica aumentan paralelamente a la temperatura, mientras que la variación de la humedad relativa es inversamente proporcional a la temperatura, al menos en las capas bajas de la atmósfera, donde su valor mínimo corresponde a las horas de mayor calor, y el máximo a las madrugadas.
Como la atmósfera en sus capas altas está estratificada, la temperatura y la humedad no son las mismas de una capa a otra y la humedad relativa varía bruscamente.

### Precipitaciones.
Los patrones de lluvias a través de Australia son altamente estacionales. Comparado con otras masas continentales, Australia es muy seco. Más del 80 % del continente tienen lluvias anuales menores a 600 mm, solo la Antártida recibe menos que Australia. 
Hay cuatro factores principales que contribuyen a la sequía en la masa continental de Australia:
- Corrientes oceánicas frías en las costas occidentales
- Baja elevación del paisaje
- Dominancia de sistemas de alta presión
- Forma del continente

De los cuerpos de agua muy fríos resultan pequeñas tasas de evaporación, por lo que las nubes de lluvia son de formación escasa y muy raramente tienen la fuerza suficiente para dar un periodo continuo de precipitación. Las zonas australianas áridas y semiáridas cubren esa región. La ausencia de cualquier cadena montañosa significativa ocasiona pequeños desniveles con respecto al nivel del mar, lo que resulta en muy poca lluvia causada por razones orográficas: cuando el aire húmedo fluye montaña arriba y se enfría, condensándose y formando precipitaciones en el lado opuesto de la montaña. En el este los límites de lluvia de la Gran Cordillera Divisoria se mueven hacia el interior de Australia. 
Australia tiene una forma compacta y ningún cuerpo de agua importante penetra significativamente hacia su interior, lo que hace que los vientos húmedos no puedan acceder a la parte interna de Australia, manteniendo bajas las precipitaciones.

#### Nieve.

Thredbo ski resort

En Australia la nieve puede caer en las montañas de Victoria, Territorio de la Capital Australiana, Nueva Gales del Sur y Tasmania. A veces nieva en las montañas de South Australia, mientras que en Western Australia y Queensland es muy raro que ocurra.
Hay una estación regular de nieve en varias áreas que poseen turismo estacional de esquí. Son:
- Jindabyne, Nueva Gales del Sur[3]
- Perisher Blue, Nueva Gales del Sur[4]
- Thredbo, Nueva Gales del Sur[4]
- Ben Lomond, Tasmania[4]
- Mount Mawson, Tasmania[4]
- Falls Creek, Victoria[4]
- Mount Buller, Victoria[4]

Ocasionales olas de frío debidas a corrientes de sur a norte provenientes de la Antártida pueden causar caída de nieve significativa en áreas rurales y en ciudades como Hobart, Melbourne y Canberra, siempre en ocasiones raras como las ocurridas en 1951, 1986, 2005.

## Regiones

### Región templada sureste.
La zona templada sureste se extiende de Ceduna, South Australia, a lo largo de la costa, pasa por Forster en Nueva Gales del Sur, donde el clima de esta región es de tipo oceánico, y se tipifica por veranos calurosos e inviernos templados, con temperaturas promediando 20 °C. Estadísticamente, el mes más caluroso es enero, y el más frío julio. Las lluvias se distribuyen normalmente entre el estío y el invierno, y el clima es generalmente más lluvioso en la primera mitad del año. Aunque la región no sufre de fenómenos naturales como ciclones, es afectada por la Oscilación Sur de El Niño, con sequías e incendios de pastizales durante El Niño
y tormentas e inundaciones en periodos de La Niña.
El clima regional también se ve afectado por el calentamiento global, con un enero de 2006 muy caluroso en los registros y el décimo mes consecutivo por encima de las temperaturas medias.
Abajo se muestra una tabla climática para Sídney, típica de la región costera de Nueva Gales del Sur.
|                                      | Ene   | Feb   | Mar   | Abr   | May   | Jun   | Jul  | Ago  | Sep  | Oct  | Nov  | Dic  | Año    |
| ------------------------------------ | ----- | ----- | ----- | ----- | ----- | ----- | ---- | ---- | ---- | ---- | ---- | ---- | ------ |
| Temperatura media diaria máxima (°C) | 25.8  | 25.7  | 24.7  | 22.4  | 19.3  | 16.9  | 16.2 | 17.7 | 19.9 | 22.0 | 23.6 | 25.1 | 21.6   |
| Temperatura media diaria mínima (°C) | 18.6  | 18.7  | 17.5  | 14.7  | 11.5  | 9.2   | 8.0  | 8.9  | 11.0 | 13.5 | 15.5 | 17.5 | 13.7   |
| Lluvia media total (mm)              | 103.3 | 117.4 | 131.2 | 127.2 | 123.3 | 128.1 | 98.1 | 81.5 | 68.7 | 76.9 | 83.1 | 78.1 | 1217.0 |
| Números de días promedios de lluvia  | 12.1  | 12.3  | 13.3  | 12.0  | 12.0  | 11.4  | 10.3 | 9.9  | 10.3 | 11.5 | 11.4 | 11.5 | 138.0  |
| Source: Bureau of Meteorology        |       |       |       |       |       |       |      |      |      |      |      |      |        |

### Región árida central
Los desiertos de Australia cubren una gran porción del territorio. Muchos de ellos están en el centro y el noroeste del país, siendo desértica su mayor parte o semiárida. El tamaño de sus desiertos combinados es de 2,3 millones de km², ocupando el 44% del continente. El promedio anual de lluvia es bajo, de 200 a 250 mm/año; las tormentas son relativamente comunes en la región, con una media de 15 - 20 por año. Las temperaturas diurnas veraniegas oscilan de 32 a 40 °C, y en invierno caen a de 18 a 23 °C. Nunca nieva en ningún desierto australiano.

## Desastres y riesgos naturales

### Fuegos
Los factores climáticos contribuyen a su alta incidencia de quemas de arbustos y pastizales, particularmente durante los meses de verano. Humedad relativa baja, vientos y falta de lluvia favorecen la expansión de pequeños focos, originados tanto por la mano humana como naturalmente por rayos, recorriendo rápidamente largas distancias. Además de la baja humedad, el calor solar y la falta de agua causan el secado y muerte de la vegetación, resultando en un combustible perfecto para avivar el fuego. Los vientos empujan las llamas incrementando su intensidad, velocidad y la distancia a la que pueden viajar.
Muchas de las peores quemas en el este australiano, como la de 1983 Ash Wednesday fires, acompañaron al fenómeno de El Niño, que tiende a empeorar las cosas: causa tiempo caluroso, seco y ventoso.

### Calentamiento global
El cambio climático es causado por el calentamiento global, que tiene significativos efectos sobre el clima y sobre episodios de tiempo extremo en Australia. Está predicho que la gran barrera de coral y los arrecifes que rodean a la isla de Lord Howe podrían morir como resultado del ascenso de la temperatura del agua pronosticada por el [[4º Informe del IPCC. Los ríos Murray, Darling y Coorong, y los pantanos Macquarie están todos en riesgo por lluvias decrecientes debidas al cambio climático.
Las comunidades costeras sufren riesgo de ascenso del nivel del mar en los próximos años, con base en las estimaciones del 4º Informe del IPCC. La Costa Dorada de Queensland, constituida por arena y con amplio desarrollo de canales, estaría particularmente en riesgo. Los suburbios de Sídney como Drummoyne y Concord, sobre ríos como el Parramatta, tienen riesgo de inundación de sus áreas bajas (como el Parque Timbrell y la reserva de Bajía Majors), lo que reclama formar barreras o reconstruir taludes a más altos niveles.
Actualmente hay varios movimientos ambientales y legales para actuar contra el cambio climático. Una de estas ONG es "El Gran Interruptor", la mayor organización australiana sobre cambio climático.

### Sequías

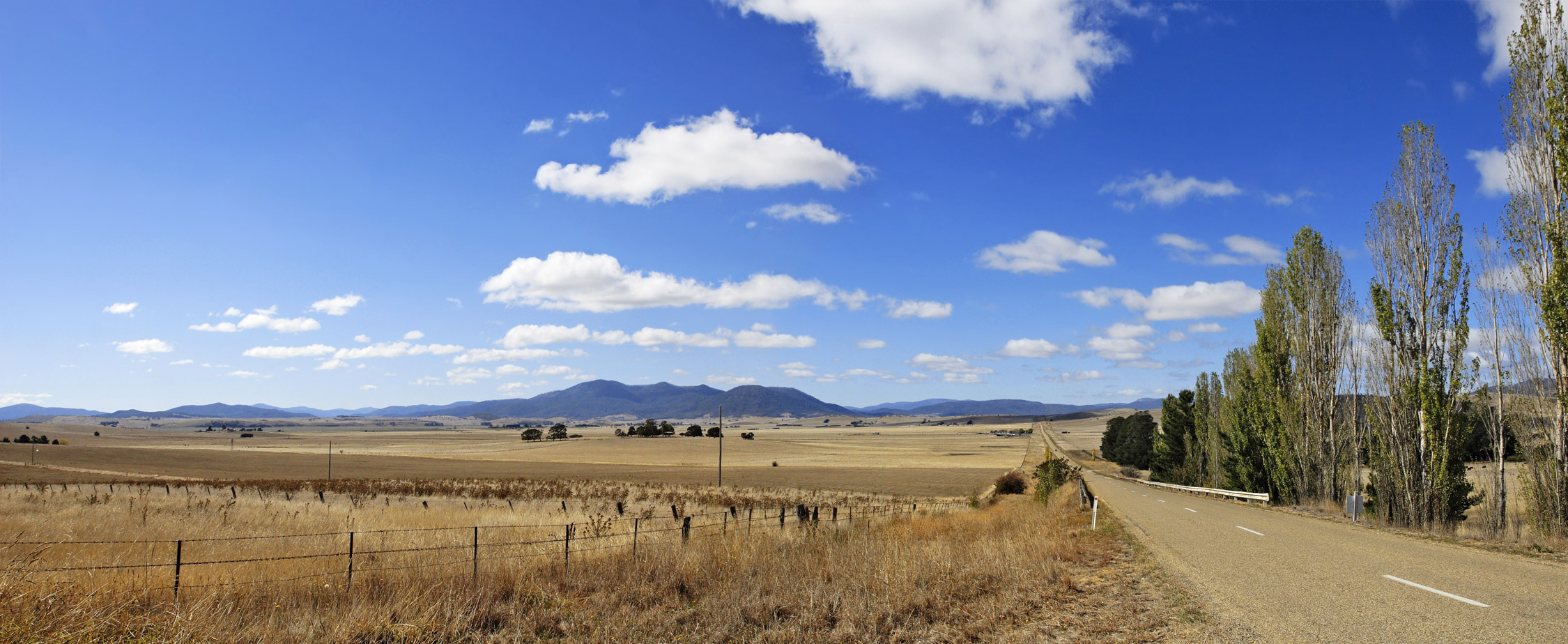
Campos afectados por sequía, Victoria.

La sequía en Australia se define por la cantidad de lluvias caídas en un periodo de tres meses, comparado con el más bajo 10 % de montos registrados para esa región. Esta definición toma en cuenta que una baja pluviosidad es un término relativo y que los déficits de lluvia necesitan ser comparados con los patrones medios de pluviosidad, incluyendo las variaciones estacionales. En Australia se define epecíficamente la sequía en relación a un déficit de lluvia para el aprovechamiento de pastos, y se determina en un análisis de perfiles aplicado a una cierta área.
Los registros históricos climáticos son ahora suficientemente extensos y fiables para entender la variabilidad climática. Los gobiernos de los Estados y Territorios son los responsables de declarar a una región afectada por sequía y tal declaración produce efectos impositivos desgravatorios y crediticios.

### Ciclones
Australia se ve afectada por ciclones tropicales, que ocurren principalmente de noviembre a abril, con pocos ciclones impactando en la costa de mayo a noviembre; La región entre Broome y Exmouth, Western Australia, es la más afectada. Los ciclones tropicales se reconocen como muy destructores por sus vientos y lluvia intensa, con inundaciones en áreas bajas. Sus vientos pueden alcanza los 280 km/h y pueden entrar tierra adentro, y aunque decayendo, dando lugar a fortísimas lluvias y provocando inundaciones.
Los peores ciclones de Australia han causado miles de millones de dólares de daños y muchas muertes. El ciclón Tracy cruzó directamente sobre Darwin en 1974 matando a 71 personas y causando daños por 5.000 millones de AUD. El ciclón Mahina en 1899 causó una marejada ciclónica sobre el extremo norte de Queensland, alcanzando la columna de agua 13 m de altura y matando a 400 habitantes.